# Туми, Халида
Халида Туми (араб. خليدة تومي‎) — алжирский политик, феминистская активистка, была министром культуры и коммуникаций Алжира до апреля 2014 г. Родилась 13 марта 1958 года), имя при рождении — англ. Khalida Messaoudi, араб. خليدة مسعودي‎.

## Биография
Халида Туми была известна как Халида Мессаоуди (Khalida Messaoudi), прежде чем она вернула себе девичью фамилию. Она родилась в 1958 году в Айн-Бессем на севере Алжира и поступила в Алжирский университет в 1977 году для получения степени в области математики. После окончания университета «Высшая Нормальная Школа» она преподавала математику до 1993 года.
Как феминистская активистка в 1981 году она основала женское движение Collectif féminin, выступала за право алжирских женщин выезжать из страны без сопровождения мужчины-члена семьи, против принятия дискриминационного Семейного кодекса, который был принят на Народном Национальной Ассамблеи в 1984 г. После принятия этого кодекса, Туми возглавила Ассоциацию по вопросам равенства между мужчинами и женщинами, основанную группой троцкистских активистов.
В 1985 году Туми стала соучредителем и членом исполнительного комитета Алжирской Лиги по правам человека. Позже она дистанцировалась от троцкистских активистов и основала в 1990 году Независимую ассоциацию борьбы за права женщин.
Туми стойко противостояла идеологии исламистов и поддерживала отмену выборов в законодательные органы в январе 1992 года, на которых собирался победить Исламский фронт спасения. Она считала, что ИФС является отражением «абсолютно всех классических черт тоталитарных популистских движений». Она путешествовала по западным странам, чтобы распространять антиисламистские и антитеррористические взгляды.
Член Объединения за культуру и демократию (ОКД), она заняла место в Объединении и работала вице-президентом ОКД по вопросам прав человека и прав женщин. Из-за глубоких разногласий с Президентом ОКД Саидом Саади, она разорвала отношения с ОКД в январе 2001 года, на пике кризиса в её родной Кабилии. Впоследствии она была выведена из состава ОКД. В мае 2002 года она стала Министром культуры и коммуникации, а также представителем пресс-службы правительства, первой женщиной, которая занимала эту должность. Находилась на этой должности до 2014 года.

## Опыт работы
- 1984—1991 Учитель математики
- 1992—1993 Член (CCN): Conseil consultatif national.
- 1997—2002 Депутат(APN): l’Assemblée nationale populaire.
- 2000—2001 Вице-президент (CNRSE) Commission nationale de номера проекту реформе du système éducatif.

## Политическая деятельность
- Май 1985 соучредитель и Президент Первой Ассоциации независимых женщин (the first Association of Independent Women).
- Март 1985 соучредитель и Вице-президент Первой Алжирской Лиги за права человека (Algerian League of Human Rights)
- Январь 1992 Член CNSA и CCN
- Апрель 1996—2001 Член секуляристской партии: Объединение за культуру и демократию (the RCD), выведена из состава партии в июле 2001
- 1997—2002 Депутат (APN)
- Октябрь 1993 Вице-президент движения (Mouvement pour la République (MPR))
- 9 мая 2003 Министр культуры и коммуникаций Алжира